# Штирлиц
Макс О́тто фон Шти́рлиц, он же Макси́м Макси́мович Иса́ев, он же Все́волод Влади́мирович Влади́миров — литературный персонаж, герой многих произведений советского писателя Юлиана Семёнова.
В произведениях Семёнова Штирлиц являлся штандартенфюрером СС, советским разведчиком-нелегалом, работавшим в интересах СССР в нацистской Германии и некоторых других странах.
Персонаж придуман автором в 1965 году. Всесоюзную славу образу Штирлица принёс многосерийный телефильм Татьяны Лиозновой «Семнадцать мгновений весны» по одноимённому роману, где его роль сыграл Вячеслав Тихонов. Штирлиц стал самым знаменитым образом разведчика в советской и постсоветской культуре.

## Биография
Вопреки распространённому мнению, настоящее имя Штирлица — не Максим Максимович Исаев, как это можно предположить из «Семнадцати мгновений весны», а Всеволод Владимирович Владимиров. Фамилия Исаев представлена Юлианом Семёновым как оперативный псевдоним Владимирова уже в первом романе о нём — «Пароль не нужен» (более подробно о появлении псевдонима Исаев рассказано в романе «Бриллианты для диктатуры пролетариата», написанном позже).
Владимиров–Исаев–Штирлиц родился 8 октября 1900 года («Экспансия — I») в Забайкалье, где его родители находились в политической ссылке. Если верить самому Штирлицу, то какое-то время в детстве он провёл в окрестностях старинного русского городка Гороховца. Юлиан Семёнов не говорит о том, что его герой родился здесь: «Штирлиц понял, что его тянуло именно к этому озеру, оттого, что вырос он на Волге, возле Гороховца, где были точно такие же жёлто-голубые сосны». Сам Гороховец стоит на реке Клязьме, и до Волги от него далеко. Но Исаев мог провести детство «на Волге близ Гороховца», поскольку существовавший в то время Гороховецкий уезд был в четыре раза больше нынешнего Гороховецкого района и в северной части доходил до Волги.
Родители:
- Отец — Владимир Александрович Владимиров, русский, «профессор права Петербургского университета, уволенный за свободомыслие и близость к кругам социал-демократии». Привлечён в революционное движение Георгием Плехановым.
- Мать — Олеся Остаповна Прокопчук, украинка, умерла от чахотки, когда сыну было пять лет.

Родители познакомились и поженились в ссылке. По окончании ссылки отец и сын вернулись в Петербург, а затем какое-то время провели в эмиграции в Швейцарии, в городах Цюрихе и Берне. Здесь у Всеволода Владимировича проявилась любовь к литературному труду. В Берне он подрабатывал в газете. На родину отец и сын вернулись в 1917 году.
Известно, что в 1911 году пути Владимирова-старшего и большевиков разошлись. Уже после революции, в 1921 году, в то время, как его сын находился в Эстонии, Владимир Владимиров был направлен в служебную командировку в Восточную Сибирь и там погиб от рук белогвардейцев.
Родственники со стороны матери:
- Дед — Остап Никитич Прокопчук, украинский революционный демократ, также сосланный в забайкальскую ссылку со своими детьми Олесей и Тарасом. После ссылки вернулся на Украину, а оттуда — в Краков. Погиб в 1915 году.
- Дядя — Тарас Остапович Прокопчук. В Кракове женился на Ванде Крушанской. В 1918 году расстрелян.
- Двоюродная сестра — Ганна Тарасовна Прокопчук. Двое сыновей — Никита и Янек. Профессиональная деятельность: архитектор. В 1941 году вся её семья погибла в нацистских концлагерях («Третья карта»). Умерла в концлагере Освенцим.

В 1919 году Всеволод Владимиров — красный разведчик в контрразведке армии генерала Деникина, — таким был задуман сюжет романа Юлиана Семёнова «Сомнения», самого первого по хронологии действия произведения о Владимирове–Исаеве–Штирлице. Роман был анонсирован журналом «Дружба народов» в 1985 году, но так и не был написан.
В 1920 году Всеволод Владимиров работает под именем ротмистра Максима Максимовича Исаева в пресс-службе колчаковского правительства.
В мае 1921 года войска барона Унгерна, захватив власть в Монголии, пытались нанести удар по Советской России. Всеволод Владимиров под видом белогвардейского ротмистра проник в штаб Унгерна и передал своему командованию военно-стратегические планы противника.
В 1921 году он уже в Москве, «работает у Дзержинского» помощником начальника иностранного отдела ВЧК Глеба Бокия. Отсюда Всеволода Владимирова направляют в Эстонию («Бриллианты для диктатуры пролетариата»).
В 1922 году молодой чекист-подпольщик Владимиров по поручению руководства эвакуируется с белыми войсками из Владивостока в Японию и оттуда переезжает в Харбин («Пароль не нужен», «Нежность»). В течение последующих 25 лет он постоянно находится на заграничной работе.
Тем временем на Родине у него остаётся его единственная на всю жизнь любовь и сын, родившийся в 1923 году. Сына звали Александром (оперативный псевдоним в разведке РККА — Коля Гришанчиков), его мать — Александрой Николаевной («Майор Вихрь»), или Александрой Романовной («Пароль не нужен») Гаврилиной. О сыне Штирлиц впервые узнаёт в 1941 году от работника советского торгпредства в Токио, куда он выезжает для встречи с Рихардом Зорге. Из Москвы ему передают фотокарточку сына, которую Штирлиц хранит, выдавая её за собственный снимок в молодости. Именно поэтому осенью 1944 года штандартенфюрер СС фон Штирлиц узнаёт своего сына, когда случайно встречает его в Кракове, куда Саня был заброшен в составе советской разведывательно-диверсионной группы («Майор Вихрь»).
C 1924 по 1927 год Всеволод Владимиров живёт в Шанхае.
В связи с усилением национал-социалистической немецкой рабочей партии и обострением опасности прихода Адольфа Гитлера к власти в Германии в 1927 году было решено направить Исаева с Дальнего Востока в Европу. Для этого была создана легенда о Максе Отто фон Штирлице, немецком аристократе, ограбленном в Шанхае и ищущем защиты в немецком консульстве в Сиднее. В Австралии Штирлиц некоторое время проработал в отеле у немецкого хозяина, связанного с НСДАП, после чего был переведён в Нью-Йорк.

Из партийной характеристики члена НСДАП с 1933 года фон Штирлица, штандартенфюрера СС  (VI отдела РСХА): 

«Истинный ариец. Характер — нордический, выдержанный. С товарищами по работе поддерживает хорошие отношения. Безукоризненно выполняет служебный долг. Беспощаден к врагам Рейха. Отличный спортсмен: чемпион Берлина по теннису. Холост; в связях, порочащих его, замечен не был. Отмечен наградами фюрера и благодарностями рейхсфюрера СС…»
Согласно фильму «Семнадцать мгновений весны», Штирлиц получил диплом физика, специализируясь по квантовой механике.
В годы, предшествовавшие Второй мировой войне, и во время войны Штирлиц был сотрудником VI отдела РСХА, которым заведовал штандартенфюрер (позднее — бригадефюрер) СС Вальтер Шелленберг; интеллект, эрудиция, рабочее владение тремя языками — английским, французским и японским, — позволили ему занять рядом с руководителем политической разведки Германии позицию привилегированного конфидента, неофициального советника, «свежей головы»: «Шелленберг имел возможность убедиться, что Штирлиц может доказательно разбить идею, выдвинутую МИДом или гестапо, то есть его, Шелленберга, конкурентами. …Его ценили за самостоятельность мышления и за то, что он экономит для всех время: можно не лезть за справками — Штирлиц знает; если говорит, то он знает» («Альтернатива»). В оперативной работе в РСХА использовал псевдонимы «Брунн» и «Бользен».
В 1938 году работал в Испании («Испанский вариант»), в марте–апреле 1941-го — в составе группы Эдмунда Веезенмайера в Югославии («Альтернатива»), а в июне — в Польше и на оккупированной территории Украины, где общался с Теодором Оберлендером, Степаном Бандерой и Андреем Мельником («Третья карта»).
В 1943 году побывал под Смоленском, где продемонстрировал исключительное мужество под советскими обстрелами.
В конце войны получил ответственное задание: сорвать сепаратные переговоры немцев с Западом. Начиная с лета 1943 года рейхсфюрер СС Генрих Гиммлер через своих доверенных лиц начал осуществлять контакты с представителями западных спецслужб с целью заключения сепаратного мира. Благодаря мужеству и интеллекту Штирлица эти переговоры были сорваны («Семнадцать мгновений весны»). 
Из американцев, ведших закулисные переговоры с лидерами Третьего рейха, Юлиан Семёнов указывает на Аллена Даллеса, который возглавлял американскую штаб-квартиру в Берне, столице Швейцарии.
Начальником IV отдела РСХА был группенфюрер СС Генрих Мюллер, которому в апреле 1945 года удалось разоблачить Штирлица, однако стечение обстоятельств и хаос, творившийся при штурме Берлина, сорвали планы Мюллера по использованию Штирлица в игре против командования Красной Армии («Приказано выжить»).
Высок ростом, уже в молодости очень крепок физически («Бриллианты для диктатуры пролетариата»). Низкий гулкий смех. Как деталь внешности упоминаются сросшиеся брови («Пароль не нужен»). Любимый напиток Штирлица — армянский коньяк, любимые сигареты — «Каро», «Кэмел» без фильтра. Он водит машину марки «Хорьх». К женщинам относится хладнокровно (что не исключает кратковременных постельных эпизодов, как в романе «Приказано выжить»). Речевая характеристика, повторяющаяся из произведения в произведение: фразы часто заканчивает вопросом «Нет?» или «Не так ли?».
Перед окончанием войны Штирлицу было присвоено звание Героя Советского Союза. После окончания Второй мировой войны раненный советским солдатом Штирлиц в бессознательном состоянии вывозится немцами в Испанию, откуда попадает в Южную Америку. Там он выявляет законспирированную сеть нацистов, сбежавших из Германии.
Во время и после Второй мировой войны работал под несколькими псевдонимами: Бользен, Брунн и другие. В качестве имени обычно использовал вариации имени «Максим»: Макс, Массимо («Экспансия»).
В Аргентине и Бразилии Штирлиц работает вместе с американцем Полом Роумэном. Здесь они выявляют конспиративную нацистскую организацию «ОДЕССА», которой руководит Мюллер, а затем осуществляют выявление агентурной сети и захват Мюллера. Понимая, что после речи Уинстона Черчилля в Фултоне и устроенной Гувером «охоты за ведьмами» Мюллер может избежать наказания за свои преступления, они решают выдать его советскому правительству. Штирлиц отправляется в советское посольство, где сообщает, кто он такой, а также информацию о местонахождении Мюллера. Сотрудники МГБ осуществляют арест Штирлица и на теплоходе переправляют в СССР. Исаев попадает в тюрьму («Отчаяние»). Там он встречается с Раулем Валленбергом и ведёт собственную игру. Тем временем его сына и жену расстреливают по распоряжению Сталина. После смерти Берии Штирлиц выходит на свободу.
Через месяц после награждения «Золотой Звездой» он начинает работать в Институте истории по теме «Национал-социализм, неофашизм; модификации тоталитаризма». Ознакомившись с текстом диссертации, секретарь ЦК Михаил Суслов порекомендовал присвоить товарищу Владимирову учёную степень доктора наук без защиты, а рукопись изъять, передав в спецхран.
Ещё один раз он встретится со своими старыми знакомыми по РСХА, бывшими нацистами, в Западном Берлине в 1967 году («Бомба для председателя», 1970). Исаев предотвращает похищение ядерных технологий частной корпорацией, и сталкивается с радикальной сектой из Юго-Восточной Азии.
Помимо звания Героя Советского Союза, присвоенного в 1945, по состоянию на 1940 был награждён ещё двумя орденами Ленина, орденом Красного Знамени и золотым оружием («Пароль не нужен», «Майор Вихрь»). Также имел награды Франции, Польши, Югославии и Норвегии («Бомба для председателя»).

## Произведения Ю. Семёнова, где участвует Штирлиц
| №  | Название произведения                 | Годы действия | Годы написания           |
| -- | ------------------------------------- | ------------- | ------------------------ |

Семнадцать мгновений весны (телефильм)

| 1  | Бриллианты для диктатуры пролетариата | 1921          | 1970 (1991 — ред.)       |
| 2  | Пароль не нужен                       | 1921—1922     | 1963 (1966 — 1-я ред.)   |
| 3  | Нежность                              | 1927          | 1975                     |
| 4  | Испанский вариант                     | 1938          | 1973                     |
| 5  | Альтернатива                          | 1941          | 1973                     |
| 6  | Третья карта                          | 1941          | 1974                     |
| 7  | Майор «Вихрь»                         | 1944—1945     | 1964—1965                |
| 8  | Семнадцать мгновений весны            | 1945          | 1968 (1987 — новая ред.) |
| 9  | Приказано выжить                      | 1945          | 1982                     |
| 10 | Экспансия I                           | 1946          | 1984                     |
| 11 | Экспансия II                          | 1946—1947     | 1985                     |
| 12 | Экспансия III                         | 1947          | 1986                     |
| 13 | Отчаяние                              | 1947—1953     | 1990                     |
| 14 | Бомба для председателя                | 1967          | 1970                     |

Также Ю. Семёновым написаны пьесы, посвящённые Исаеву—Штирлицу:
| № | Название произведения                                             | Годы действия | Годы написания |
| - | ----------------------------------------------------------------- | ------------- | -------------- |
| 1 | Шифровка для Блюхера                                              | 1921          | 1966           |
| 2 | Провокация                                                        | 1938          | 1967           |
| 3 | Семнадцать мгновений весны (в соавторстве с Владимиром Токаревым) | 1945          | 1969           |

Примыкает к общему циклу произведений о Штирлице киноповесть «Исход». Написана в ноябре 1965 — мае 1966 года. По хронологии действие происходит после романа «Пароль не нужен», но рассогласование с другими произведениями цикла заставило автора в итоге изменить имя главного героя. В первоначальном виде повесть опубликована в сборнике «Неизвестный Юлиан Семёнов: Возвращение к Штирлицу».

## Радиопостановка
В 1984 году была создана многосерийная радиопостановка «Приказано выжить» по одноимённому роману. Режиссёр — Эмиль Верник; автор инсценировки — Сергей Карлов. Постановка была задумана как радиопродолжение знаменитого телефильма «17 мгновений весны»: в ней звучала та же, что и в фильме, музыка Микаэла Таривердиева, а главные роли исполняли те же самые актёры: Вячеслав Тихонов (Штирлиц), Леонид Броневой (Мюллер), Олег Табаков (Шелленберг). Роль Бормана досталась Анатолию Соловьёву (именно им была озвучена аналогичная роль в телефильме, исполненная Юрием Визбором). Текст от автора читал Михаил Глузский.

## Штирлиц в культуре

### Анекдоты
Штирлиц является персонажем многочисленных советских и российских анекдотов. Большинство анекдотов основано на использовании игры слов, каламбуров и омофонов.

### Музыка
- 1993 — Аркадий Укупник. Песня «Баллада о Штирлице» (слова Кирилла Крастошевского, музыка Аркадия Укупника). Заглавная композиция одноимённого альбома[16][17]
- 1995 — Игорь Малинин, цикл песен-частушек «Штирлиц»
- 1997 — Константин Арбенин и группа «Зимовье зверей». Песня «Судьба Резидента» (альбом «Плечи»)[18]
- 1999 — Группа «Иван Кайф». Песня «Штирлиц»[19]
- 2004 — Группа «Ландыши». Песня «Штирлиц».
- 2012 — Псой Короленко. Песня «Штирлиц».

### Кино
- 1967 — «Пароль не нужен», реж. Борис Григорьев. В роли Родион Нахапетов.
- 1973 — «Семнадцать мгновений весны», реж. Татьяна Лиознова. В роли Вячеслав Тихонов.
- 1975 — «Бриллианты для диктатуры пролетариата», реж. Григорий Кроманов. В роли Владимир Ивашов.
- 1976 — «Жизнь и смерть Фердинанда Люса» (экранизация романа «Бомба для председателя»), реж. Анатолий Бобровский. В роли Всеволод Сафонов.
- 1980 — «Испанский вариант», реж. Эрик Лацис (персонаж Шульц, исполнил Улдис Думпис)
- 2009 — «Исаев», реж. Сергей Урсуляк. В роли Даниил Страхов.

Сюжетно также связан с циклом романов о Штирлице фильм 1967 года «Майор Вихрь», при этом из сценария фильма Юлиан Семёнов убрал Штирлица, который был героем одноимённого романа.
Главный герой пародийного фильма 2008 года «Гитлер капут!» в гротескном стиле обыгрывает некоторые черты персонажа Штирлица.

### Театр
2014 — «Штирлиц. Попытка к бегству», камерный мюзикл.

### Игры
В компьютерных играх
- Штырлиц: Операция БЮСТ[21]
- Штырлиц 2: Танго в Пампасах — Игра заняла 3-е место в номинации «лучшая русская игра года» в TOP2000 на AG.RU[22]
- Штырлиц 3: Агент СССР[23]
- Штырлитц: Открытие Америки[24]
- Штырлиц 4: Матрица — Шаг до гибели[25]
- В игре «Бросок на Берлин» («Rush for Berlin»), в конце второй миссии за Германию появляется нейтральный NPC-персонаж, названный Отто фон Штирлицем.

В играх для мобильных телефонов
- Штирлиц
- Штирлиц 2: Умпут навсегда
- Штирлиц 3: Советский Шпион

### Скульптура
В 2011 году скульптор Александр Бойко объявил о начале сбора средств на установку памятника Штирлицу во Владивостоке возле гостиницы «Версаль», в которой жил и, возможно, придумал образ разведчика Юлиан Семёнов. 12 января 2018 года памятник был установлен.

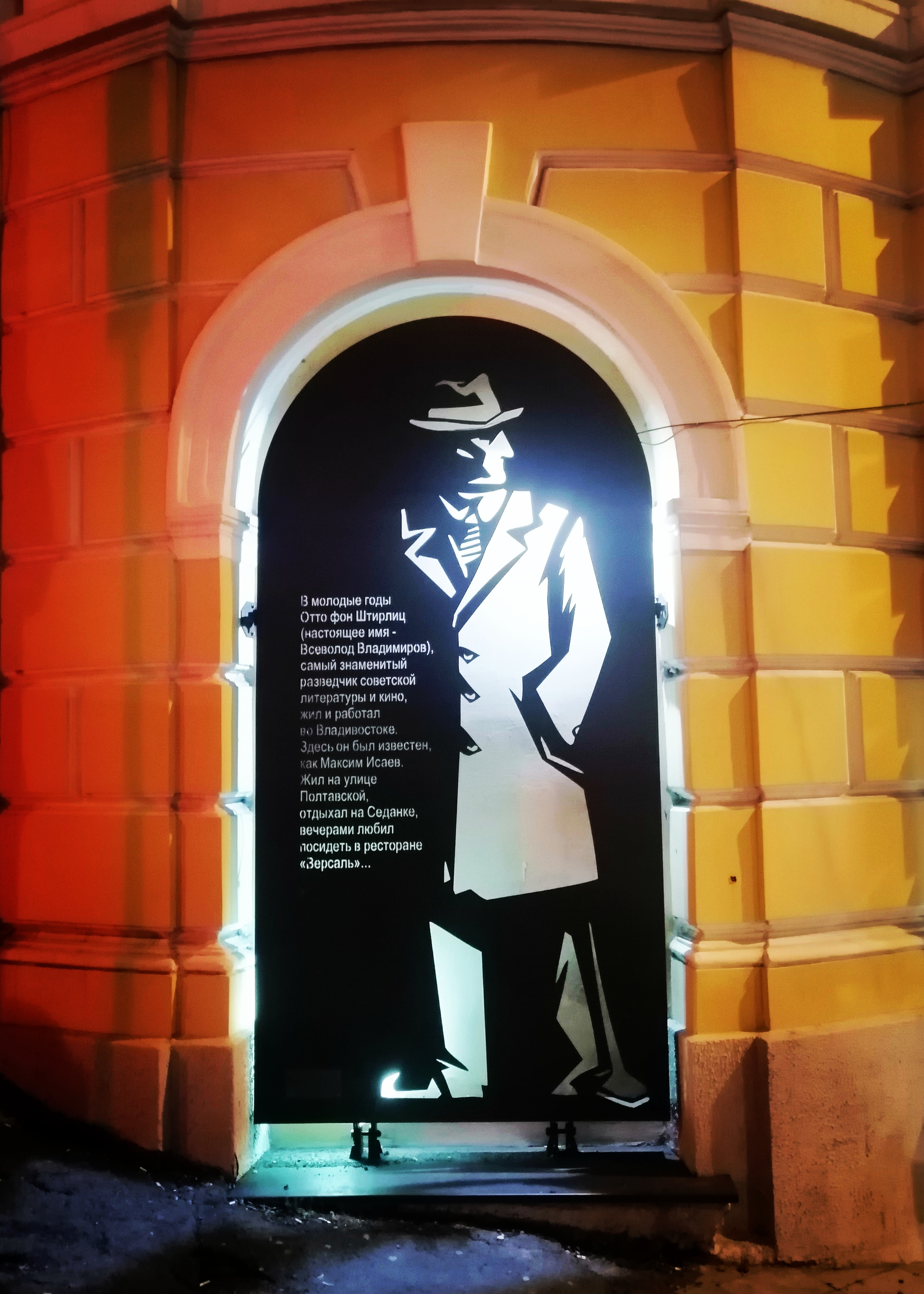
Панно со Штирлицем во Владивостоке

## Прототипы
Семёнов в одном из интервью журналу «Дон» заявил, что создавая Штирлица, оттолкнулся от одного из первых советских разведчиков, которого Дзержинский, Постышев и Блюхер заслали в оккупированный японцами Владивосток. Вобрал в себе черты и поздних разведчиков, таких как Кузнецов, Зорге, Абель и других. Как это охарактеризовал сам Семёнов:
Если писатель хорошо узнал их всех и через них глубоко и полно прочувствовал своего героя — всем своим существом уверовал в него! — то, он, герой, хотя и вымышленный, собирательный, впитав живую душу и кровь автора, тоже становится живым, конкретным, индивидуальным.Юлиан Семёнов
В одном из своих очерков, опубликованных в начале 1970-х, Семёнов подробно объяснил, как появился Исаев-Штирлиц. Писатель, преподаватель Московского института востоковедения Роман Ким, бывший контрразведчик (старший лейтенант ГУГБ НКВД), рассказал Семёнову о некоем Максиме Максимовиче — молодом талантливом репортере, работавшем в 1921—1922 годах сразу на несколько владивостокских газет. Круг его знакомств был широчайшим: японские коммерсанты, американские газетчики и офицеры из военной миссии, китайские торговцы наркотиками и русские монархисты. На самом деле он выполнял задания советской разведки. (Позже Ким будет выведен Семёновым как связной Исаева по имени Чен (Марейкис) в романе «Пароль не нужен»).
В дальнейшем Семёнов обнаружил в Хабаровском краевом архиве записку Постышева, адресованную Блюхеру: «Во Владивосток благополучно переправлен молодой товарищ, присланный Дзержинским. Блестяще образован, знает иностранные языки» (Ким упоминал, что журналист-разведчик имел канал связи с Постышевым). Еще одно подтверждение Семенов получил от писателя Всеволода Иванова, бывшего белоэмигранта (об этом источнике он рассказал уже в перестроечные времена). По словам Иванова, в начале 1920-х у него в редакции работал ответственным секретарем обаятельный юноша, отлично знавший иностранные языки. Когда Владивосток заняли красные, его видели в театре в военной форме рядом с главкомом Уборевичем. Так у Юлиана Семёнова появился замысел романа «Пароль не нужен». Позже, работая в Польше над сюжетом «Майора Вихря», он узнал, что в окружении начштаба Верховного командования вермахта Кейтеля во время его визита в Краков находился офицер СД, связанный с глубоко законспирированным подпольем — вероятно, советский разведчик. «Словесный портрет, данный польским товарищем, удивительным образом совпадал с описанием Максима Максимовича — Роман Ким совершенно великолепно и очень точно обрисовал мне „белогвардейского газетчика“, — писал Семёнов. — Именно это и заставило меня допустить возможность „перемещения“ Максима Максимовича в Германию». В начале 2016 года Управление ФСБ России по Хабаровскому краю выпустило книгу «95 страниц истории», в которой впервые опубликовало фотографию агента иностранного отдела Госполитохраны ДВР, действовавшего в 1921—1922 годах в белом Владивостоке. Его донесения подписаны именем Леонид и содержат детальные сведения о текущей политической обстановке, прогноз на ближайшую перспективу, ссылаются на источники в иностранных консульствах и редакциях газет. Хабаровские историки предположили, что Леонид и мог быть Максимом Максимовичем.
Ниже приведены другие возможные прототипы, в той или иной степени повлиявшие на создание Штирлица:
- Возможный прототип раннего Исаева — Яков Григорьевич Блюмкин (настоящее имя — Симха-Янкев Гершевич Блюмкин; псевдонимы: Исаев, Макс, Владимиров), (1900—1929) — российский революционер, чекист, советский разведчик, террорист и государственный деятель. Один из создателей советских разведывательных служб. В октябре 1921 года Блюмкин под псевдонимом Исаев (взят им по имени деда) едет в Ревель (Таллин) под видом ювелира и, выступая в качестве провокатора, выявляет заграничные связи работников Гохрана. Именно этот эпизод в деятельности Блюмкина был положен Юлианом Семёновым в основу сюжета книги «Бриллианты для диктатуры пролетариата». Однако данная версия (непонятно кем и когда запущенная) не выдерживает критики при сопоставлении с фактами, зафиксированными в документах (в частности, хранящихся в РГВА). Будучи курсантом Академии Генштаба РККА, Блюмкин летом 1921 года (а не 1920-го) на короткое время возглавил штаб 79-й стрелковой бригады, входившей в 27-ю Омскую дивизию — несмотря на название, она базировалась в Саратове и отвечала за «ликвидацию бандитизма» в Поволжье. В конце августа 1921 года Блюмкина назначают начальником штаба 61-й бригады 21-й Пермской дивизии, также занимающейся «ликвидацией бандитизма» в Южной Сибири (штаб бригады располагался в Барнауле). В октябре он вернулся в Москву и продолжил обучение в Академии. К заграничным операциям ОГПУ он был впервые привлечен в апреле 1923 года (детали его первого задания неизвестны, кроме крайне лаконичной характеристики — «выполнение высокоответственного боевого предприятия»)[31]. Кроме того, Блюмкин не мог взять псевдоним по имени деда, так как предки со стороны отца и матери носили совсем другие имена (правда, Исаем звали одного из его родных братьев).
- Возможный прототип Штирлица зрелого периода — Вилли Леман, гауптштурмфюрер СС, сотрудник IV отдела РСХА (гестапо)[32]. О том, что сведения о деятельности Лемана стали для Юлиана Семёнова наиболее ценными при создании образа Штирлица, свидетельствовал в мемуарах писатель, друг и собеседник Ю. С. Семёнова Борис Эскин[33]. Леман, страстный игрок на скачках, был завербован в 1929 году советской разведкой, сотрудник которой ссудил ему денег после проигрыша, а затем предложил поставлять секретные сведения за хорошую плату (по другой версии, Леман самостоятельно вышел на советскую разведку, руководствуясь идейными соображениями). Носил оперативный псевдоним «Брайтенбах». В РСХА занимался противодействием советскому промышленному шпионажу. 
Леман провалился в 1942 году, при обстоятельствах, близких к описанным Юлианом Семёновым: его радист Барт, антифашист, во время хирургической операции, под наркозом, начал говорить о шифрах и связи с Москвой, и врачи просигнализировали в гестапо. В декабре 1942 года Леман был арестован и вскоре расстрелян. Факт предательства офицера СС был скрыт — даже жене Лемана сообщили, что её муж погиб, попав под поезд. История Вилли Лемана рассказана в мемуарах Вальтера Шелленберга, из которых её, очевидно, и позаимствовал Юлиан Семёнов[34][35][36][37].
- Как сообщала газета «Вести», прототипом Штирлица (Исаева) был советский разведчик Исай Исаевич Боровой (1898—1954), по версии издания жил в Германии с конца 1920-х годов, а позднее работавший в ведомстве Гиммлера[источник не указан 2381 день]. В 1944 году он был арестован, после смерти Сталина был главным свидетелем обвинения на процессе по делу Берии. Согласно более точной информации, на службу в ОГПУ Боровой поступил в 1928 году, был устроен в аппарат Иностранного отдела. С 1929 по 1931 годы служил под прикрытием секретаря советского торгпредства в Турции, затем стал начальником отделения Иностранного отдела НКВД СССР, был арестован в 1938 году, осуждён в 1941, реабилитирован в 1954[38].
- Вероятным прототипом Штирлица мог быть брат Сергея Михалкова — Михаил Михалков. Юлиан Семёнов был женат на Екатерине — дочери Натальи Петровны Кончаловской от первого брака. Михаил Михалков в начале Великой Отечественной войны служил в особом отделе Юго-Западного фронта. В сентябре 1941 года попал в плен, бежал и далее продолжал службу в тылу врага в качестве агента-нелегала, снабжая разведорганы Красной Армии важными оперативными сведениями. В 1945 году во время боя в немецкой форме перешёл линию фронта и был задержан органами военной контрразведки «СМЕРШ». По обвинению в сотрудничестве с немецкой разведкой отбыл пять лет заключения, сначала в лефортовской тюрьме, позднее в одном из лагерей на Дальнем Востоке. В 1956 году реабилитирован. Возможно (и скорее всего), Юлиан Семёнов почерпнул часть истории Штирлица из семейных рассказов Михаила Михалкова[39].

## Книги
- Север А. Исаев: информация к размышлению. — М.: Яуза / ЭКСМО, 2009. — 320 с. — (Серия: «Исаев»). — ISBN 978-5-699-36896-9.
- Горьковский П. Расшифрованный Исаев. — М.: Яуза / ЭКСМО, 2009. — 224 с. — (Серия: «Исаев»). — ISBN 978-5-699-37463-2.